# Abner C. Harding

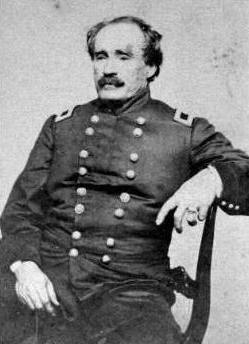
Abner C. Harding

Abner Clark Harding (* 10. Februar 1807 in East Hampton, Connecticut; † 19. Juli 1874 in Monmouth, Illinois) war ein US-amerikanischer Politiker. Zwischen 1865 und 1869 vertrat er den Bundesstaat Illinois im US-Repräsentantenhaus.

## Werdegang
Abner Harding besuchte die Hamilton Academy in Clinton (New York). Nach einem anschließenden Jurastudium und seiner Zulassung als Rechtsanwalt begann er um das Jahr 1827 im Oneida County in diesem Beruf zu arbeiten. 1838 verlegte er seinen Wohnsitz und seine Kanzlei nach Monmouth in Illinois. In seiner neuen Heimat schlug er auch eine politische Laufbahn ein. Im Jahr 1848 war er Delegierter auf einer Versammlung zur Überarbeitung der Verfassung von Illinois; zwischen 1848 und 1850 gehörte er als Abgeordneter dem Repräsentantenhaus dieses Staates an. Später wurde er Mitglied der 1854 gegründeten Republikanischen Partei. Während des Bürgerkrieges stieg er im Heer der Union bis zum Brigadegeneral auf.
Bei den Kongresswahlen des Jahres 1864 wurde Harding im vierten Wahlbezirk von Illinois in das US-Repräsentantenhaus in Washington, D.C. gewählt, wo er am 4. März 1865 die Nachfolge von Charles M. Harris antrat. Nach einer Wiederwahl konnte er bis zum 3. März 1869 zwei Legislaturperioden im Kongress absolvieren. Von 1865 bis 1867 leitete er den Milizausschuss. Während seiner Zeit im Kongress endete der Bürgerkrieg. Seit 1865 war die Arbeit des Kongresses von den Spannungen zwischen der Republikanischen Partei und Präsident Andrew Johnson geprägt die in einem nur knapp gescheiterten Amtsenthebungsverfahren gipfelten.
Im Jahr 1868 verzichtete Abner Harding auf eine weitere Kandidatur. Nach dem Ende seiner Zeit im US-Repräsentantenhaus arbeitete er im Bankgewerbe und im Eisenbahnbau. Er starb am 19. Juli 1874 in Monmouth, wo er auch beigesetzt wurde.